# Karl August Dominikus Unterholzner
Karl August Dominikus Unterholzner (ur. 3 lutego 1787 r. we Fryzyndze; zm. 25 marca 1838 r. we Wrocławiu) – niemiecki prawnik; nauczyciel akademicki związany z uniwersytetami w Getyndze, Norymberdze, Landshut i we Wrocławiu.

## Życiorys
Urodził się w 1787 roku we Fryzyndze w Bawarii. Jego ojciec wywodził się z Bad Frankenhausen/Kyffhäuser. Spędził dzieciństwo w bardzo skromnych warunkach. Uczęszczał do gimnazjum w swoim rodzinnym mieście, gdzie zdał maturę. Następnie rozpoczął studia filozoficzne, a następnie prawnicze na Uniwersytecie w Landshut. Zainteresował się tam kryminalistyką. W 1807 roku przeniósł się na Uniwersytet w Getyndze, gdzie został wykładowcą. W 1809 roku uzyskał stopień naukowy doktora prawa na Uniwersytecie w Norymberdze. W tym samym roku powrócił do Landshut na swoją macierzystą uczelnię.
W 1812 roku odpowiedział pozytywnie na zaproszenie władz nowo powstałego Königliche Universität Breslau objęcia profesury prawa. W 1815 roku został także tam królewskim bibliotekarzem, a w latach 1820-1821 piastował urząd rektora tej uczelni. Zmarł w 1838 roku we Wrocławiu.